# Androsace pavlovskyi
Androsace pavlovskyi là một loài thực vật có hoa trong họ Anh thảo. Loài này được Ovcz. mô tả khoa học đầu tiên.